# ۱۳۱۹ (میلادی)
۱۳۱۹ (میلادی) هزار و سیصد  و نوزدهمین سال تقویم میلادی است.

## زادگان
- ۱۶ آوریل - ژان دوم، پادشاه فرانسه (م. ۱۳۶۴)

## درگذشتگان
‎